# Comani, Olt
Comani este un sat ce aparține orașului Drăgănești-Olt din județul Olt, Muntenia, România.

## Personalități
- Ileana Constantinescu (1929 – 2018), cântăreață română de muzică populară din zona Munteniei.
- Marin Dumitrescu (1919 – 2021), pilot de F1 român
- Constantin Tobescu (1893 – 1951), general român

 Acest articol despre o localitate din județul Olt este deocamdată un ciot. Puteți ajuta Wikipedia prin completarea lui.

Sat de o frumusețe rară cu păduri verzi de foioase, străbătut de râul Cungrea și cu celebrul copac,Tecul de la Ionicesti.